# نهر كولينتيه
نهر كولينتيه أو كما يعرف بنهر سكارسيز العظيم هو نهر يقع في دولتي غينيا وسيراليون، ويُشكل النهر جزءًا كبيرًا من الحدود الدولية بين الدولتين، ويصب النهر في المحيط الأطلسي في مدينة بارلو بوينت في سيراليون، وفي غينيا يُطلق علي النهر اسم كولينتيه بينما في سيراليون يُسمي بساكرسيز العظيم.
ويسري في نفس الوقت نهر كابا أو كما يُعرف بنهر سكارسيز الصغير ويسري خلال نفس الخليج للمحيط الأطلسي، في اتجاه شمال المصب لنهر كولينتيه أو نهر سكارسيز العظيم.
هذه المنطقة يقطنها شعب التيمن والذين هاجروا من إقليم فوتاجلون لاتجاه الشمال.